# Toyman
De Toyman is een fictieve superschurk uit de strips van DC Comics. Hij is vooral een vijand van Superman. Toyman werd bedacht door Jerry Siegel en Joe Shuster, en maakte zijn debuut in Action Comics #64. De bekendste Toyman is Winslow Schott, maar ook anderen hebben de Toyman identiteit gebruikt.
De Toyman dankt zijn naam aan het feit dat hij op speelgoed gebaseerde wapens en hulpmiddelen gebruikt voor zijn misdaden zoals levensgrote opwindbare tanks, waterpistolen die zuur spuiten en speelgoedsoldaten met echte geweren.

## Achtergrond

### Winslow Schott
De originele Toyman maakte zijn debuut in 1943 en was een vaste vijand van superman gedurende de Golden Age van de strips. In de Silver Age nam zijn populariteit af.
Na het verhaal Crisis on Infinite Earths kreeg de Winslow Schott versie van Toyman een nieuwe achtergrond. In deze versie was hij een werkeloze Britse speelgoedmaker die Lex Luthor en zijn bedrijf LexCorp de schuld gaf van zijn ontslag. Hij besloot zijn talenten voor het maken van speelgoed te gebruiken voor zijn wraakplannen. Dit bracht hem al snel in conflict met Superman, maar ook met de Britse held Godiva.
De Toyman werd naarmate de verhalen vorderden een sinister figuur die zich schuldig maakte aan vele misdaden waaronder ontvoering. Hij ontwikkelde een sterke haat voor kinderen en vermoordde de zoon van “Daily Planet” journalist Cat Grant.

### Jack Nimball
In de jaren 70 nam een man genaamd Jack Nimball de identiteit van de Toyman aan toen Schott zich even terugtrok van zijn misdadige leven. Nimball verscheen voor het eerst in Action Comics #432 (februari 1974). Hij droeg een narrenkostuum. Deze versie van de Toyman had maar een korte carrière. Toen Schott terugkeerde, vermoordde hij Nimball.

### Hiro Okamura
Hiro Okamura was een tiener uit Japan en een genie op het gebied van machines. Hij nam de Toyman identiteit aan in Superman #177 (februari 2002). Zijn voornaamste doel was niet Superman, maar de schurk Metallo. Hiro was ervan overtuigd dat het metaal waar Metallo’s lichaam van was gemaakt was gestolen van Hiro’s grootvader.
Hiro werd zelfs even een bondgenoot van Superman in Batman. Hij hielp de twee een kryptonietmeteoor die de aarde bedreigde te vernietigen. Hij wisselde veel technologische kennis uit met Batman. Hiro’s gadgets waren vooral gebaseerd op speelgoedmodellen van traditionele Japanse anime en mangaseries zoals enorme mecha.
Hiro deed maar een paar keer mee in de strips, en zijn activiteiten waren vooral beperkt tot Japan. Winslow Schott bleef de primaire Toyman in de Verenigde Staten.

### Androïde Toyman
Een robot Toyman dook recentelijk op in Metropolis, en voegde zich bij Lex Luthor. Deze Toyman vertoond sterke overeenkomsten met die uit Superman: The Animated Series. De robottoyman is een creatie van Winslow Schlott.

## In andere media
- Toyman verscheen voor het eerst buiten de strips in de animatieserie The New Adventures of Superman uit 1966.

- De Jack Nimball versie van de Toyman deed mee in de serie Challenge of the SuperFriends, waarin zijn stem werd gedaan door Frank Welker.

- De schurk Nick Knack uit de televisieserie Superboy is een referentie naar de Toyman. Hij werd gespeeld door Gilbert Gottfried.

- In de televisieserie Lois and Clark: The New Adventures of Superman kwamen twee personages voor gebaseerd op de Toyman voor. Het eerste was Winslow P, gespeeld door Sherman Hemsley. Hij gebruikte speelgoed dat kinderen egoïstisch maakte en waardoor volwassenen zich als kinderen gingen gedragen. Het tweede was een kinderontvoerder gespeeld door Grant Shaud.

- Een engere en grimmigere versie van de Toyman verscheen in de animatieserie Superman: The Animated Series (stem van Bud Cort). Deze Toyman was een doorgedraaide man die altijd een masker in de vorm van een poppengezicht droeg. Zijn vader wilde ooit een grote speelgoedfabriek beginnen en leende geld van Bruno Mannheim. Maar hij moest aan Mannheim woekerrentes betalen, waardoor zijn droom niet uit kon komen. Uiteindelijk werd Scott senior wegens wanbetaling opgesloten en stierf in de cel. De jonge Winslow Scott jr. werd van het ene naar het andere pleeggezin overgeplaatst en had zodoende een ongelukkige jeugd gekend. Hij achtte Mannheim verantwoordelijk voor zijn gesloopte jeugd en wilde daarom wraak door Mannheim te executeren. Omdat Superman hem tegen had gehouden, besloot hij ook wraak te nemen op hem. Deze versie van Toyman verscheen ook in de series Static Shock (in een crossover met Superman: The Animated Series), Justice League en Justice League Unlimited.

- Toyman verscheen als een bijpersonage in de film Superman: Doomsday, waarin zijn stem werd gedaan door John DiMaggio.